# François Couhey
François Couhey, né le 7 mars 1752 à Neufchâteau et mort le 10 avril 1821 à Nancy est un avocat et un homme politique français.

## Biographie
François est le fils de Philippe Couhey, magistrat au Parlement de Paris, et de Marie-Marguerite Cabran. Le jeune-homme est tout d'abord avocat attaché à la cour souveraine de Lorraine. En 1778 il obtient la charge de conseiller au bailliage de Neufchâteau.
À la Révolution il est nommé juge du tribunal de district et est élu  député à la Convention nationale le 4 septembre 1792. Il s'installe à Paris et réside rue Saint-Anne. Lors du procès du roi, il refusera de voter la mort de Louis XVI. À la troisième question posée aux députés : « Quelle peine sera infligée à Louis ? », Couhey répondit : « détention et exil après trois années de paix, avec défense de rentrer en France sous peine de mort. ».
Accusé d'avoir applaudi la proposition d'une dissolution de l'assemblée, il est arrêté et sans avoir le temps de se justifier et est incarcéré à la prison de l'Abbaye à Saint-Germain-des-Près. Par chance il est libéré en octobre 1795, il siège à nouveau au Conseil des cinq-cents.
Il approuve le Coup d'État du 18 brumaire. Sa nomination comme conseiller à la cour impériale de Nancy le ramène en Lorraine. Il meurt à Nancy dans l'hôtel qu'il habite place de la Carrière.